# Ольшевская, Наталья
Наталья Ольшевская (лит. Natalija Olševskaja) — советская и литовская профессиональная шоссейная велогонщица, активно выступавшая в начале 1990-х годов. Её карьера охватывает период с 1991 по 1994 годы, когда она участвовала в ряде престижных международных гонок, представляя сначала Советский Союз, а после его распада в 1991 году — Литву.

## Достижения
Ольшевская демонстрировала стабильные результаты в крупных женских велогонках начала 1990-х годов, включая такие соревнования, как Тур де л’Од феминин, Тур Бретани, Женский тур ЕЭС и Грация Орлова. Её карьера характеризуется несколькими топ-10 финишами, победами на этапах и участием в чемпионате мира по шоссейному велоспорту.
1991
16-я на Вуменс Челлендж
Женский Тур ЕЭС
11-я в генеральной классификации
6-я на Прологе
7-я на 6-м этапе
Тур Бретани
2-я в генеральной классификации
1-й этап
6-я на Туре де ла Дром
Тур де л'Од
9-я в генеральной классификации
3-й этап
1992
29-я на Tour cycliste féminin
Женский Тур ЕЭС
13-я в генеральной классификации
5-й этап
5-я на Чемпионате мира — командная гонка
10-я на Туре Бретани
Тур де л'Од
22-я в генеральной классификации
2-й этап
1993
19-я на Грация Орлова
62-я на Туре де л'Од

### Статистика выступления наГранд-турах
| Гонка / Год          | 1991           | 1992 | 1993 |
| -------------------- | -------------- | ---- | ---- |
| Женский Тур де Франс | 11             | 13   | —    |
| Гранд Букль феминин  | не проводилась | 29   | —    |
| Тур де л'Од феминин  | 9              | 22   | 62   |